# Université russe des forces spéciales

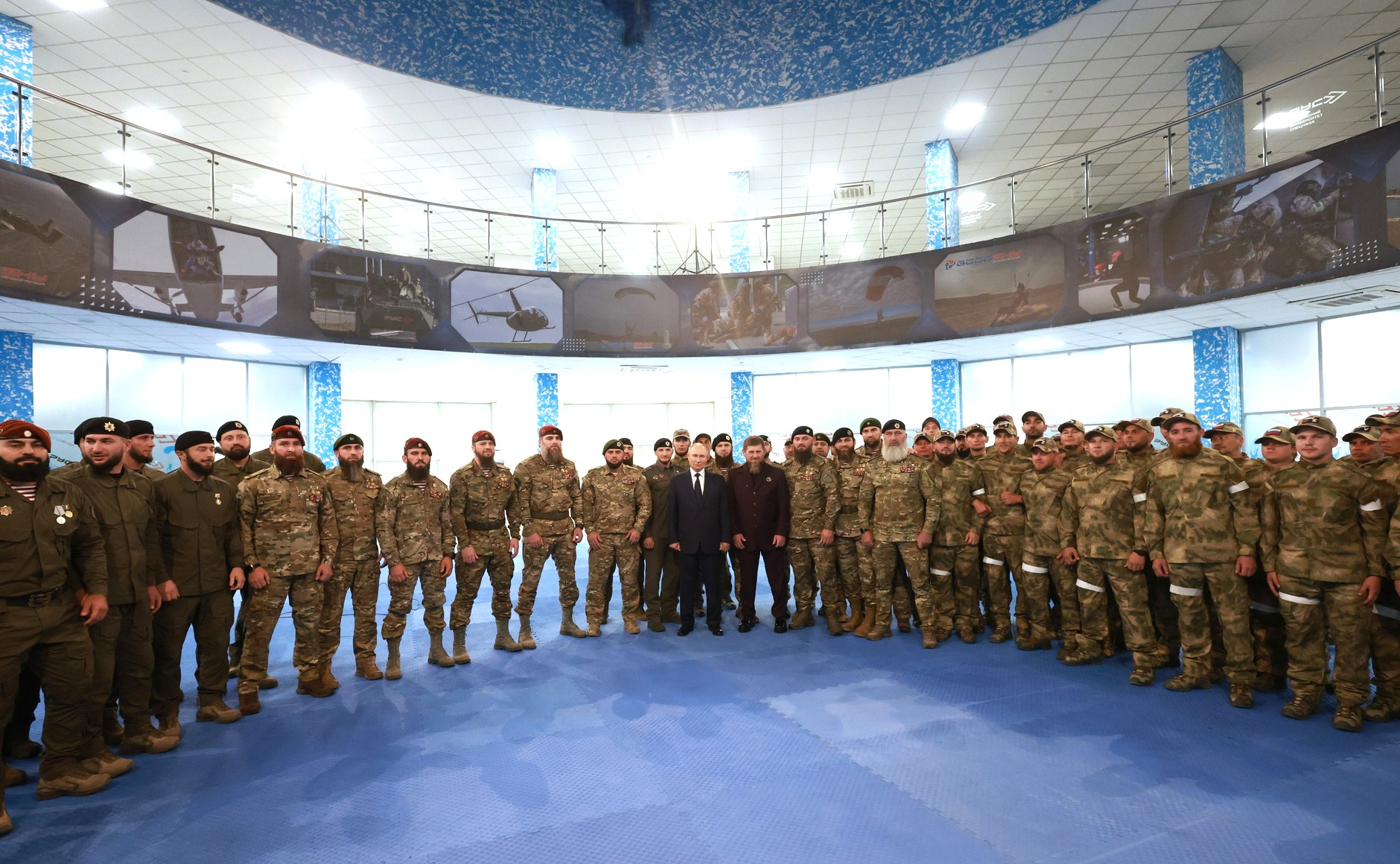
Vladimir Poutine et Ramzan Kadyrov à l’Université russe des forces spéciales, le 20 août 2024

L'Université russe des forces spéciales Vladimir Poutine (en russe : Российский университет спецназа имени В. В. Путина) est une université privée située à Goudermes, en Tchétchénie, dédiée à la formation des forces spéciales.

## Histoire
En 2013, le chef de la République tchétchène, Ramzan Kadyrov, propose la création d'un complexe multifonctionnel en Russie pour combiner des méthodes et techniques modernes de formation dans les disciplines tactiques spéciales. L'université est fondée en tant qu'entreprise privée, avec un projet de construction supervisé par Daniil Martynov, alors chef adjoint de la Garde nationale de Russie en République tchétchène. Le 20 février 2024, Ramzan Kadyrov annonce sur sa chaîne Telegram que l'université portera le nom du président russe Vladimir Poutine.

## Infrastructure
Le vaste projet universitaire s'étend sur plus de 400 hectares dans la ville de Goudermes. Il comprend un complexe polyvalent de 95 bâtiments et installations.

## Lancement de la production du buggy "Chaborz"
L'université lance la production du buggy "Chaborz", un véhicule tout-terrain conçu pour les opérations spéciales, offrant mobilité et efficacité sur divers terrains.